# 布雷克·法蘭索德
布雷克·法蘭索德（Blake Farenthold；1961年12月12日—2025年6月20日）是美國的一位政治人物。自2011年開始，他是德克薩斯州第27選舉區選出的美國眾議院議員。他的黨籍是共和黨。在踏入政界之前，法蘭索德曾經在廣播電台工作，是一位電台主播。